# Seligenthal (Sieg)

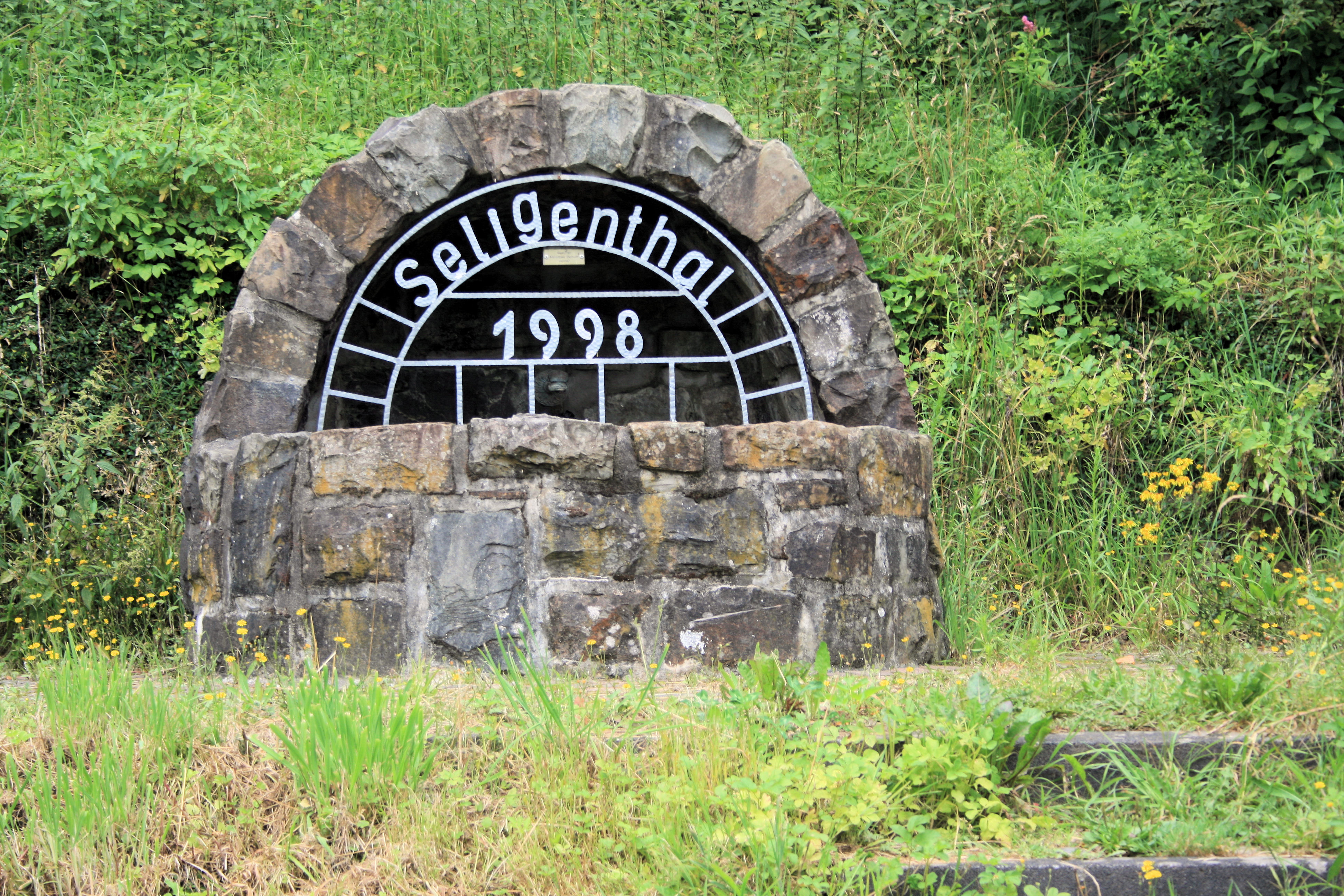

Seligenthal ist ein Stadtteil der Kreisstadt Siegburg in Nordrhein-Westfalen.

## Geographische Lage
Seligenthal liegt im Bergischen Land rund 4,5 km östlich der Siegburger Kernstadt auf Höhenlagen von 65 bis 140 m ü. NHN. Im Naturpark Bergisches Land befindet es sich im Tal des Wahnbachs, der nördlich der Ortschaft von der Wahnbachtalsperre aufgestaut wird. Im Süden öffnet sich das Wahnbachtal zur Sieg hin.

## Geschichte
In Seligenthal befindet sich die älteste Franziskanerkirche nördlich der Alpen, das Kloster Seligenthal. Sie wurde im Jahre 1231 von Graf Heinrich von Sayn und seiner Frau Mechthild von Landsberg ursprünglich als Einsiedelei gegründet. 1255 wurde die Klosterkirche geweiht. 1647 brannten Kirche und Kloster in Seligenthal ab. Am 21. Oktober 1654 gründete der Minoritenorden eine kleine Niederlassung in der Klause des ehemaligen Klosters. Sie erhielten das Gebäude mit der Auflage, eine zweiklassige Trivialschule einzurichten.
1709 wurde die St.-Rochus-Kapelle als Dank für die Abwendung der ansteckenden Krankheit Rote Ruhr dem heiligen Rochus als Schutzpatron der Gefangenen, Kranken, Ärzte, Apotheker und Totengräber geweiht. Auch heute noch wird am Rochustag, dem 16. August, nach Seligenthal gewallfahrtet.
Am 12. September 1803 wurde das Minoritenkloster im Zuge der Säkularisation aufgelöst, der Besitz verkauft.
Die Vorbereitungen der Aufhebung des Klosters Seligenthal begann ab 1802. Offenbar im Frühjahr 1803 wurde die bisher praktizierte klösterliche Eigenwirtschaft aufgegeben, weil die Verpachtung der in wirtschaftlicher Not befindlichen Institution einen größeren Vorteil brachte. Mitte April 1803 wurden die Mobilieninventare erstellt und der Lokalkommissar Legrand empfahl der Separatkommission, von der Aufhebung des Klosters Abstand zu nehmen, da genauso viel Personal wie Klostermitglieder eingestellt werden müsse, um Gottesndiest und Schule aufrechtzuerhalten. Gleichwohl erfolgte zum 1. Juli 1804 die Aufhebung, nachdem schon im Frühjahr 1804 die nicht mehr benötigten Ackergeräte versteigert wurden, um die drängendsten Gläubiger zu befriedigen. Allerdings blieb die Klostergemeinschaft vorläufig noch zusammen, um auf Vorschüsse zu warten, ohne die sie sich nicht in der Lage sah, die benötigte weltliche Kleidung zu kaufen. Dies dauerte bis in den Herbst hinein. In den älteren Personalstatus werden zehn Priester- und drei Laienbrüder erwähnt, von denen zwei Priester aber als nicht zur Gemeinschaft gehörig betrachtet wurden. Nach der Aufhebung übernahmen der Pater Stock  und ein Laienbruder als Küster die Aufrechterhaltung von Gottesdienst und Kirche. Wegen fehlender Bezahlung verließ Stock 1805 Seligenthal und wurde durch den früheren Siegburger Konventualen von Sparr ersetzt. Dieser resignierte nach 14 Monaten, da er nicht eine einzige Rate der versprochenen Bezahlung erhalten hatte. Aus gleichen Gründen war schon der Laienbruder, der als Küster gewirkt hatte, Ende 1804 ins Zentralkloster nach Ratingen gegangen, da er bei dem Klosterpächter in Kost gegangen war, aber von seinem kümmerlichen Gehalt von 30 Reichstalern nicht einmal die Nahrungsmittel bezahlen konnte. Gelöst wurde die Situation erst, als Seligenthal 1811 Pfarrkirche an Stelle der schon Jahre zuvor abgebrannten Kirche zu Happerschoß wurde.
Nach der Aufhebung des Klosters 1803 gab es erst 1834 in Seligenthal wieder regelmäßigen Schulunterricht. Die ehemalige Klosterkirche wurde 1834 Pfarrkirche. Ab 1878 wurden die Seligenthaler Schüler im Nachbarort Kaldauen unterrichtet.
Am 1. August 1969 wurde im Rahmen der kommunalen Neugliederung des Raumes um Bonn (Bonn-Gesetz) Seligenthal in die Stadt Siegburg umgegliedert. Zuvor gehörte Seligenthal zur Gemeinde Lauthausen.

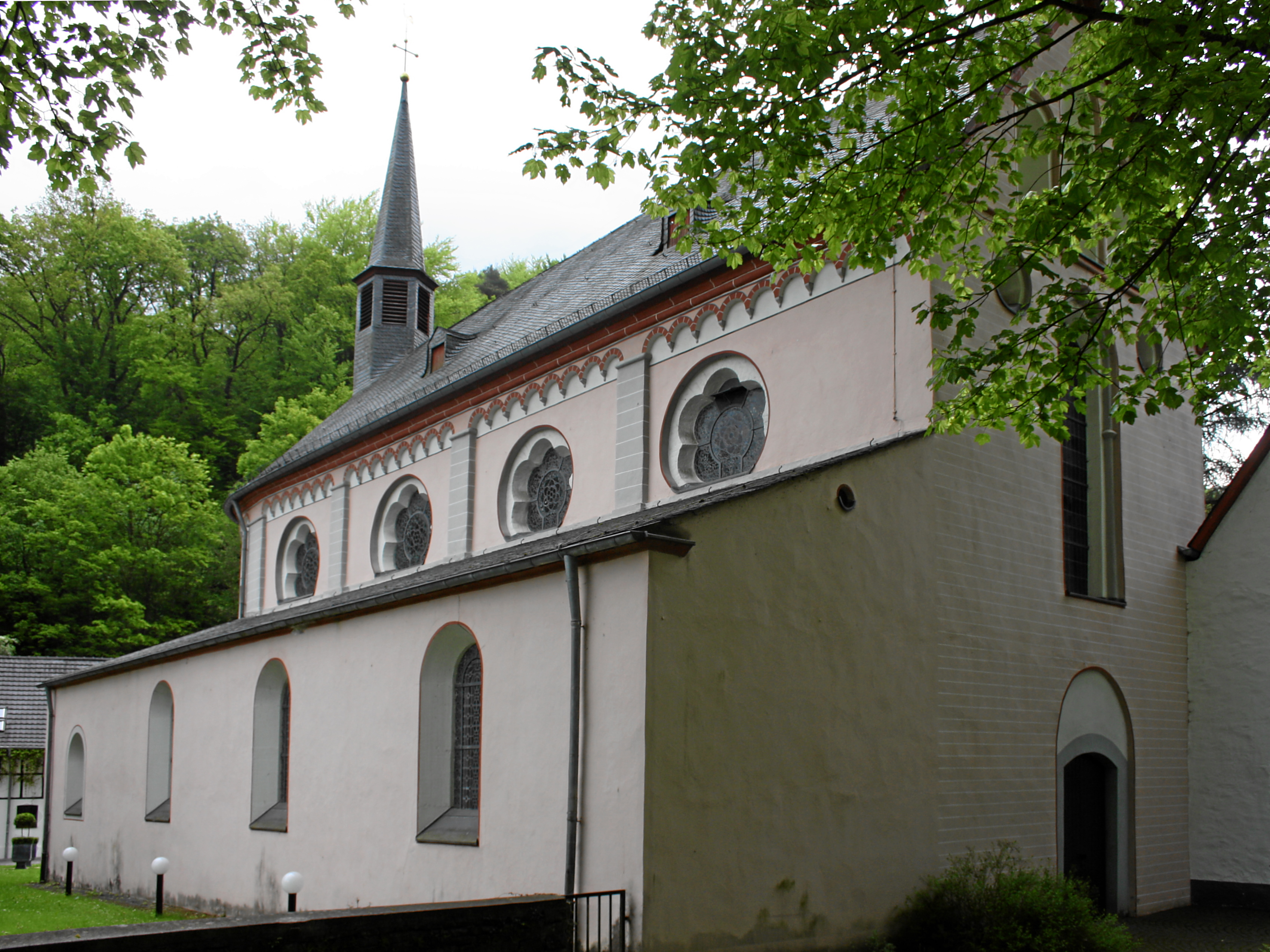
Die Pfarrkirche
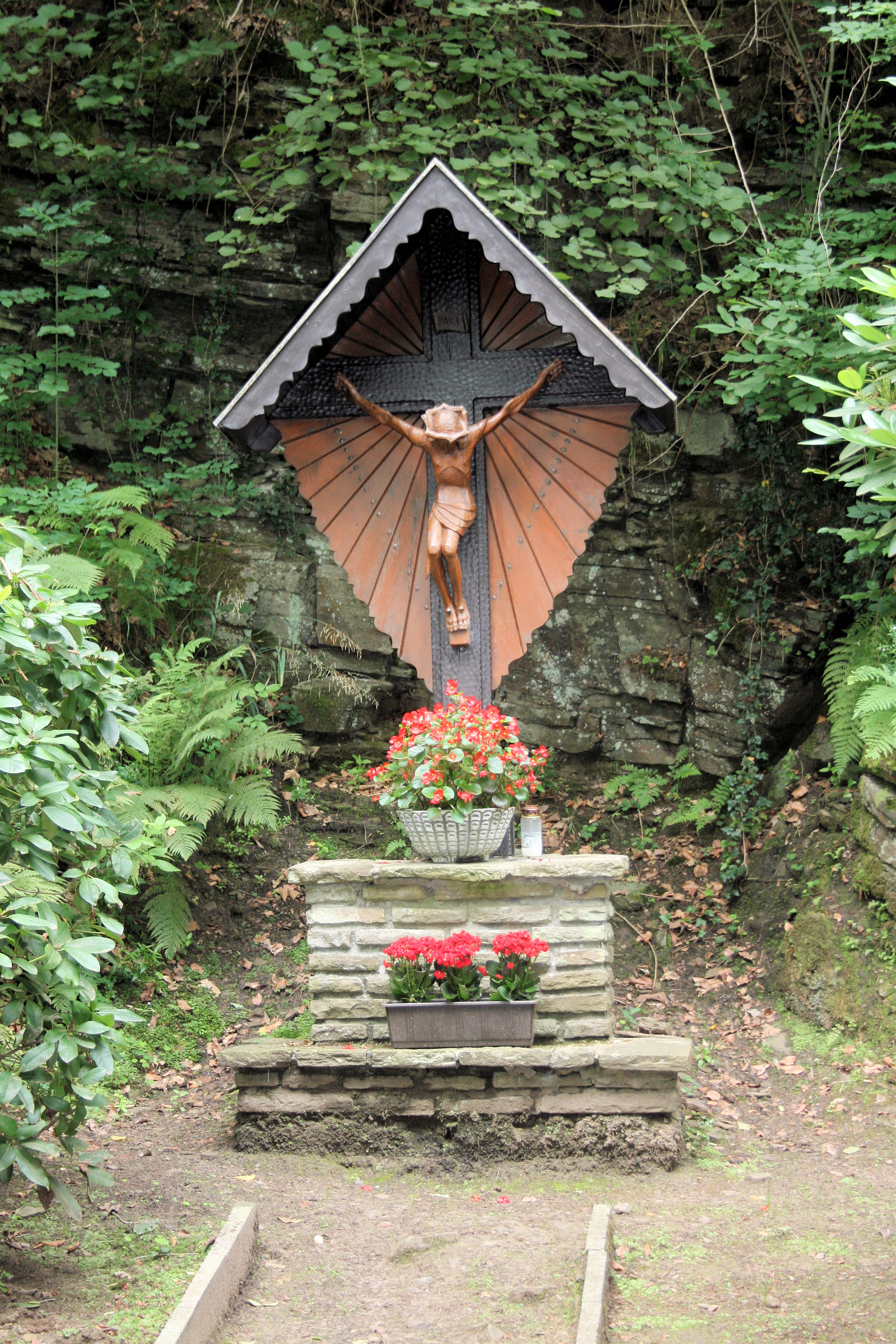
Ein Wegekreuz
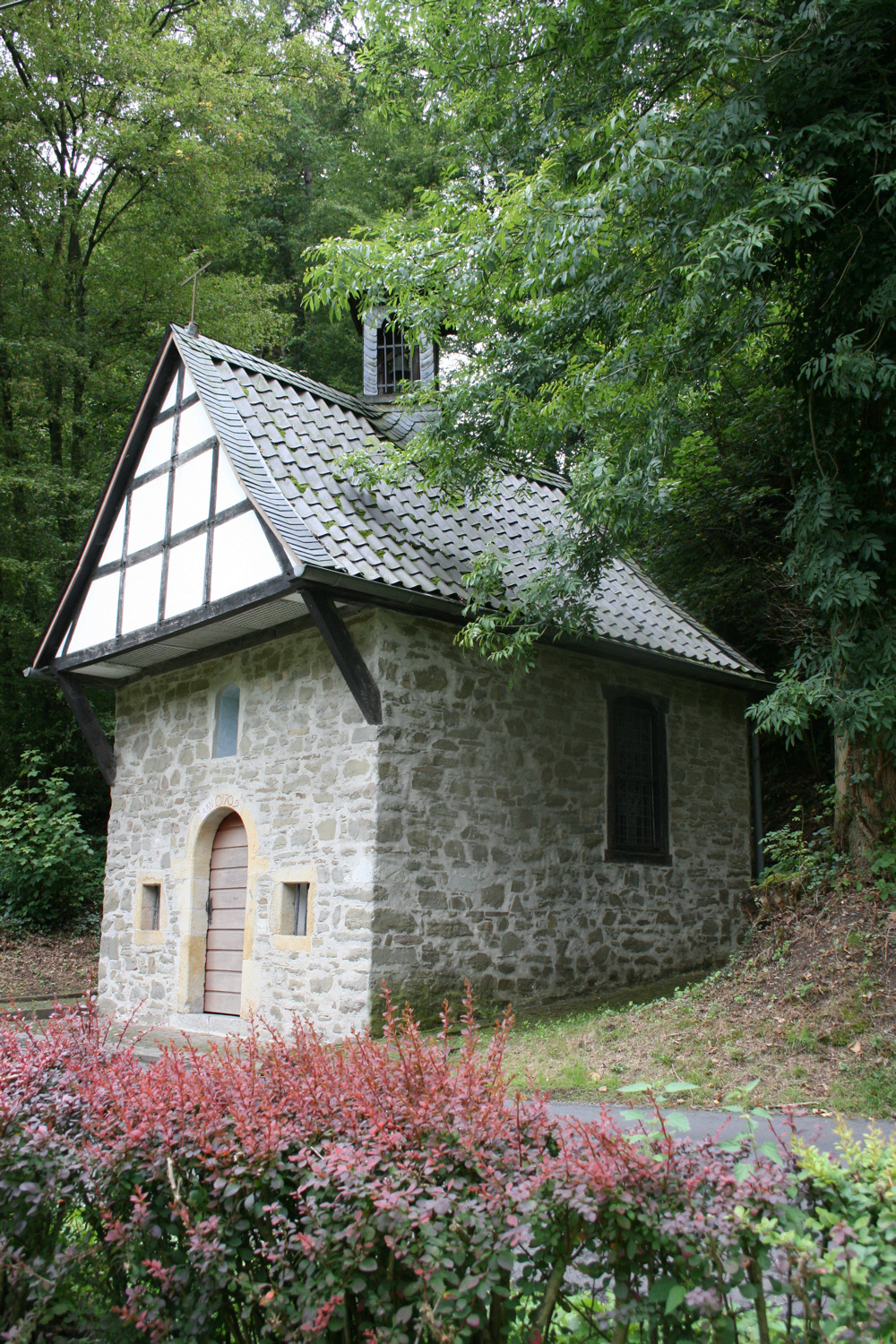
Die Rochuskapelle

## Persönlichkeiten
- Tom Buhrow (* 1958), deutscher Journalist, aufgewachsen in Seligenthal[3][4]
- Wolfgang Overath (* 1943), deutscher Fußballspieler, wohnte in Seligenthal[5]